# Aiteta albimacula
Aiteta albimacula är en fjärilsart som beskrevs av Walter Karl Johann Roepke 1938. Aiteta albimacula ingår i släktet Aiteta och familjen trågspinnare. Inga underarter finns listade i Catalogue of Life.